# Wölpinghausen
Wölpinghausen è un comune di 1 727 abitanti della Bassa Sassonia, in Germania.
Appartiene al circondario (Landkreis) di Schaumburg (targa SHG) ed è parte della comunità amministrativa (Samtgemeinde) di Sachsenhagen.
Comprende le frazioni di Bergkirchen, Schmalenbruch con Windhorn e Wiedenbrügge.